# Вознесенский, Иван Степанович
Иван Степанович Вознесенский (23 сентября 1812 — 19 июля 1885, Санкт-Петербург, Российская империя) — генерал-майор, герой Крымской войны.

## Биография
Родился 23 сентября 1812 года.
В военную службу вступил в начале 1820-х годов, в 1829 году произведён в первый офицерский чин. В 1830—1831 годах принимал участие в подавлении Польского восстания.
Произведённый в 1848 году в подполковники, Вознесенский принял участие в Венгерском походе следующего года.
В 1854 году получил чин полковника и находясь на должности командира Могилёвского пехотного полка принял участие в делах против турок на Дунайском театре Восточной войны. 26 ноября 1854 года за беспорочную выслугу 25 лет в офицерских чинах был награждён орденом св. Георгия 4-й степени (№ 9355 по кавалерскому списку Григоровича — Степанова). 2 февраля 1860 года к этому ордену высочайшим повелением был присоединён бант:
В воздаяние за отличие, оказанное в деле с неприятелем при переправе наших войск чрез Дунай, 11 Марта 1854 года, где, командуя баталионом Смоленского пехотного полка, в голове баталиона бросился на главную укрепленную батарею, но заметя, по случаю усиленного неприятельского огня, некоторое замешательство между нижними чинами, выхватил у знаменщика знамя и впереди своих солдат с самоотвержением ворвался на батарею, при чем вместе с укреплением было взято 9 неприятельских орудий.
Кроме того, 29 ноября 1855 года ему была пожалована золотая сабля с надписью «За храбрость».
После войны Вознесенский служил на различных должностях по армейской пехоте и в 1864 году был произведён в генерал-майоры. С 1872 года он числился по запасным войскам и в апреле 1884 года окончательно вышел в отставку. 13 августа 1873 года определением Правительствующего сената Иван Степанович Вознесенский по личным своим заслугам возведён в потомственное дворянство вместе с сыновьями его Сергеем и Владимиром.
Вознесенский скончался 19 июля 1885 года (по ошибочным данным С. В. Волкова — 30 октября 1886 года) в Санкт-Петербурге, похоронен на кладбище Новодевичьего монастыря.